# Jenna Hellstrom
Jenna Hellstrom (Sudbury, Ontario, Canadá; 2 de abril de 1995) es una futbolista canadiense. Juega como delantera y su equipo actual es el Dijon FCO de la Division 1 de Francia. Es internacional con la selección de Canadá.

## Estadísticas

### Clubes
| Club              | País           | Año           |
| ----------------- | -------------- | ------------- |
| FC Rosengård      | Suecia         | 2017          |
| Djurgardens IF    | Suecia         | 2018          |
| Växjö DFF         | Suecia         | 2018          |
| KIF Örebro DFF    | Suecia         | 2019          |
| Washington Spirit | Estados Unidos | 2020          |
| KIF Örebro DFF    | Suecia         | 2021-2022     |
| Dijon FCO         | Francia        | 2022-presente |

## Palmarés

### Títulos nacionales
| Título                  | Club         | País   | Año     |
| ----------------------- | ------------ | ------ | ------- |
| Copa de Suecia Femenina | FC Rosengård | Suecia | 2016-17 |